# Фріттелле

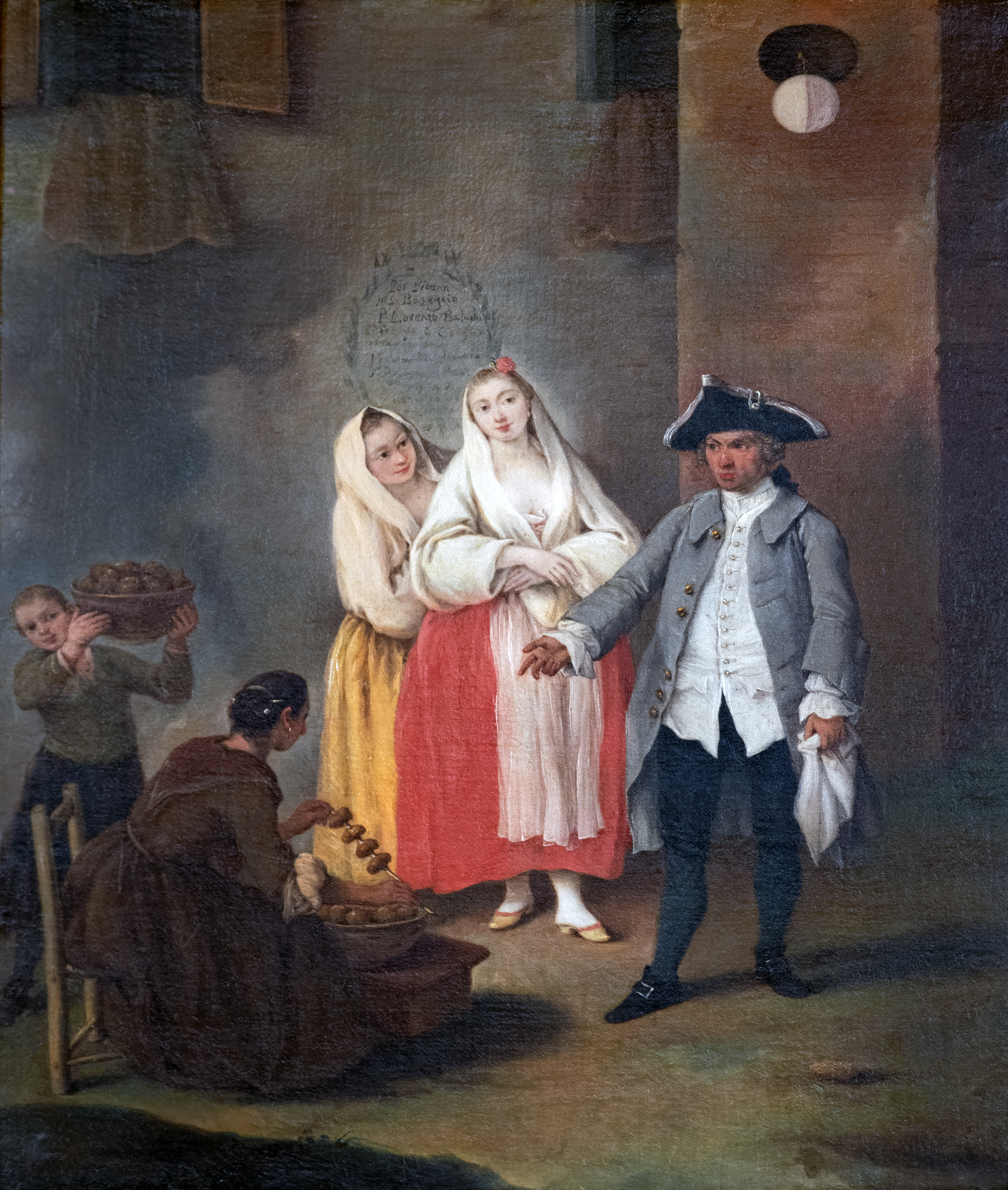
На венеційській вулиці добродій купує фріттолле у продавчині. Вона їх передає на дерев'яній паличці

Фріттéлле, фрíтоле (італ. frittelle, fritole) — типовий десерт Венеційського карнавалу. Окрім Венеції також поширений в області Венето, Фріулі-Венеція Джулія та Істрії. У самій Венеції має сезонний характер та з'являється в місцевих кафе та пекарнях напередодні фестивалю. Оригінальний рецепт тіста складається з яєць, борошна, цукру, лимону та родзинок. Невеличкі шматочки тіста обсмажують у фритюрі та за бажанням наповнюють кремом. У XVIII столітті набув статусу національного Венеційського десерту.

## Опис
В той час як фріттелле були відомі у Венеції з XIV століття, саме у XVII столітті завдяки відомому кулінару Бартоломео Скаппі про них дізналися у всій Італії. До XVIII століття готувати та продавати фріттелле дозволялося виключно «фрітольєрам» на закріпленій за кожним вулиці чи частині міста. Так у XVI столітті налічувалося близько 70 фрітольєрів, які мали дозвіл на комерційну діяльність, що передавали разом зі своєю майстерністю у спадок. 
Історично смажилися на вулиці у невеликих дерев'яних посудинах та виставлялися поряд з продуктами з яких виготовлялися. Готувалися з діркою по центру, часто насаджені на дерев'яну паличку, для ліпшого транспортування містом. Фріттелли споживали гарячими та пустими, вкритими лише цукром. Сьогодні венеційські кондитери також пропонують різновиди наповнені кремом. Найбільш поширеним є варіант з заварним або кремом сабайон. 

## Твори мистецтва
- Картина П'єтро Лонгі «Продавчиня фріттол» (італ. La venditrice di frittole) змальовує сцену купівлі десерту місцевим добродієм.

- У 1756 Карло Ґольдоні у своїй театральній комедії «Il Campiello» ввів фріттольєру, як одну з героїнь п'єси.